# 吡啶-2,3-二甲酸
吡啶-2,3-二甲酸是一种有机化合物，化学式为C7H5NO4。它是无色晶体。是生物法合成尼古丁的前体。
吡啶-2,3-二甲酸是犬尿氨酸途径的下游产物，其代谢产物为色氨酸。 它充当NMDA受体激动剂。吡啶-2,3-二甲酸具有强神经毒性作用。